# Gephyrella parsimonalis
Gephyrella parsimonalis är en fjärilsart som beskrevs av Dyar 1914. Gephyrella parsimonalis ingår i släktet Gephyrella och familjen mott. Inga underarter finns listade i Catalogue of Life.